# Розрахунковий ризик
Розрахунковий ризик — ризик того, що розрахунки в платіжній системі не здійснюватимуться належним чином.
Термін застосовується тільки для ризику, який стосується способу розрахунку по конкретній транзакції і не включає політичні чи системні ризики які можуть паралізувати ринки і торгові операції зокрема.
Розрахунковий ризик є видом операційних ризиків.